# Estadio Benito Stirpe
El Estadio Benito Stirpe también conocido como Stadio Casaleno es un estadio de fútbol ubicado en la ciudad de Frosinone, Región de Lacio, Italia. El estadio fue inaugurado en 2017 y posee una capacidad de 16 227 asientos, alberga al club Frosinone Calcio.
El estadio diseñado a mediados de la década de 1970 y que comenzó su construcción en la segunda mitad de la década de 1980, permaneció inacabado durante unos treinta años, su finalización de hecho tuvo lugar entre 2015 y 2017 por iniciativa del equipo local Frosinone Calcio, cuando este consiguió el ascenso a la Serie A en 2015, el club consiguió de la ciudad el dominio absoluto de la instalación por 45 años (hasta 2061), con el fin de reemplazar el antiguo Estadio Comunal Matusa.
El costo total del estadio fue de aproximadamente 20 millones de euros, de los cuales aproximadamente € 15 millones se destinaron a la finalización de la construcción entre 2015 y 2017.
El estadio fue incluido entre los candidatos para el premio Mejor estadio del año 2017, junto con instalaciones como el Mercedes-Benz Stadium de Atlanta, el Luzhniki en Moscú y el Wanda Metropolitano en Madrid entre otros.
El nombre del estadio está dedicado a la memoria de Benito Stirpe, empresario y presidente del Frosinone Calcio en la década de 1960, y padre de Maurizio Stirpe, su sucesor al frente del club.

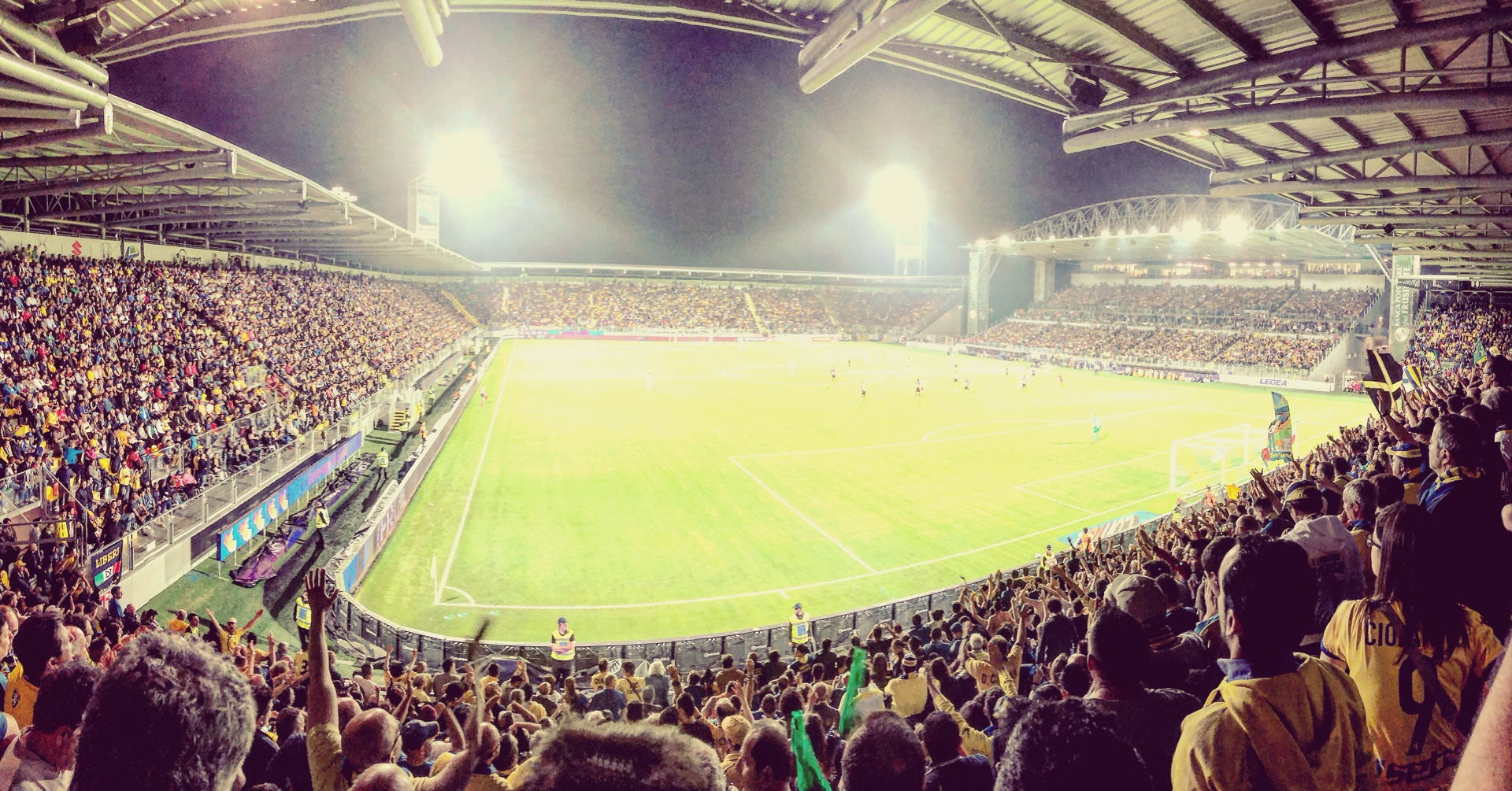
El estadio
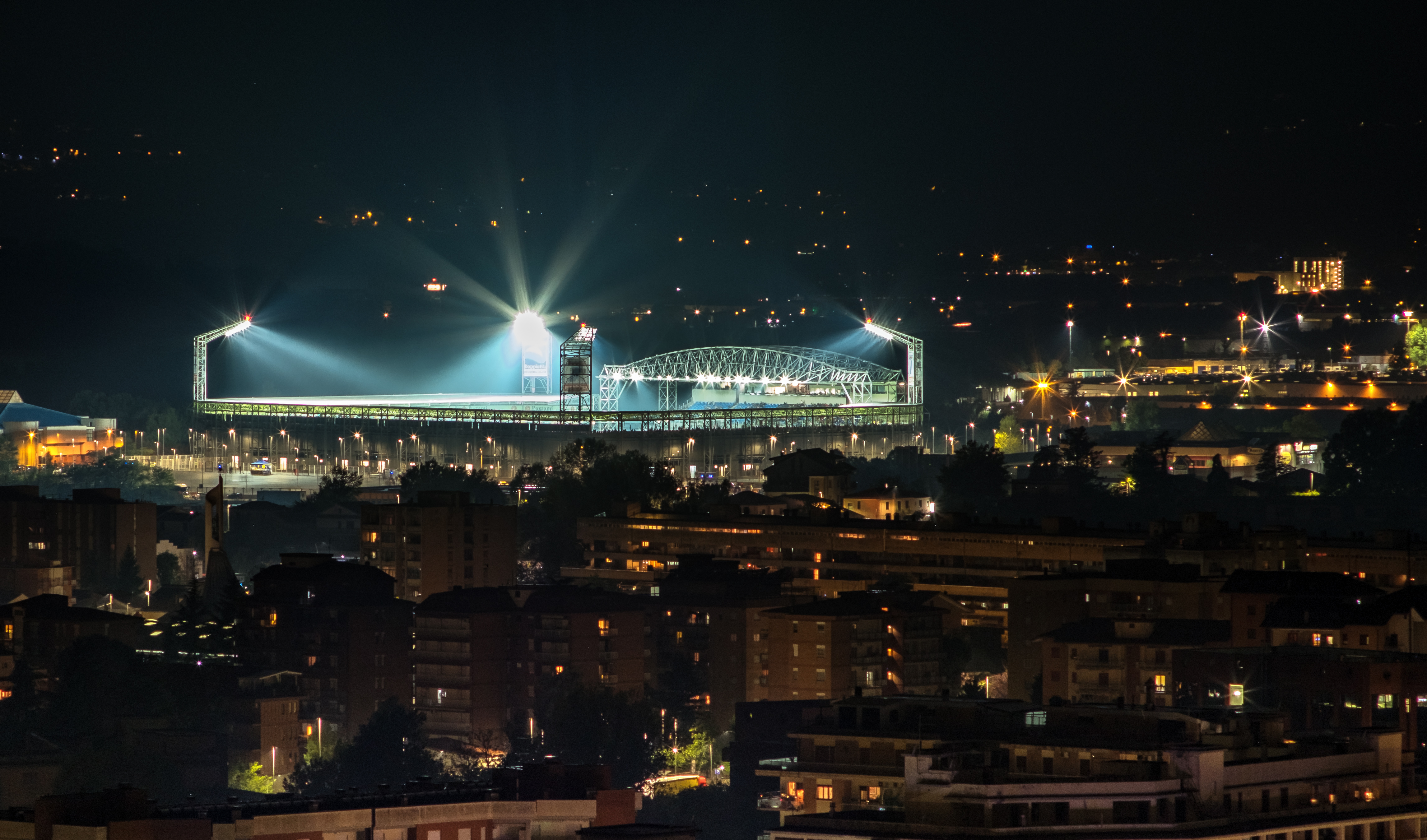
El estadio
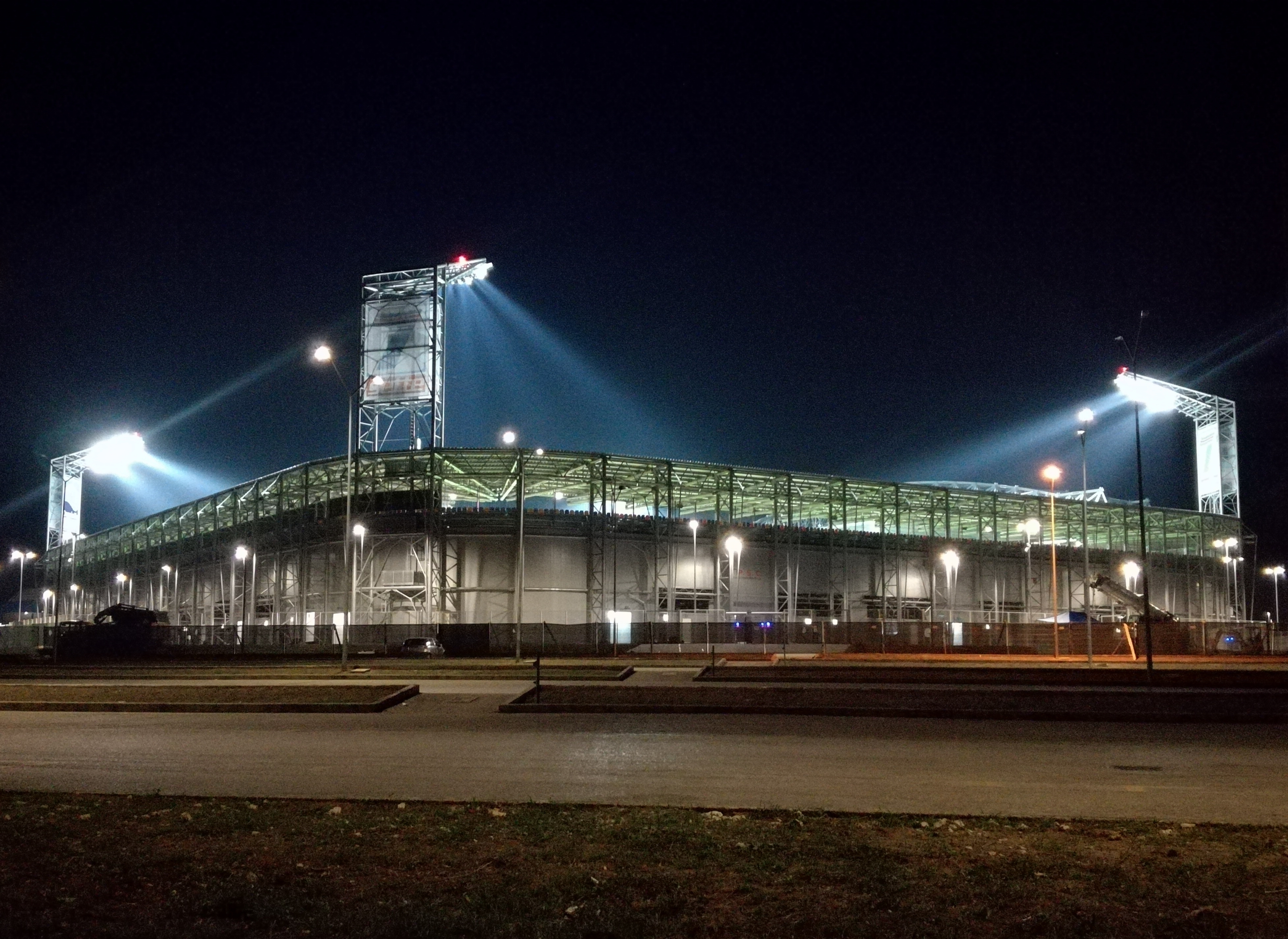
El estadio
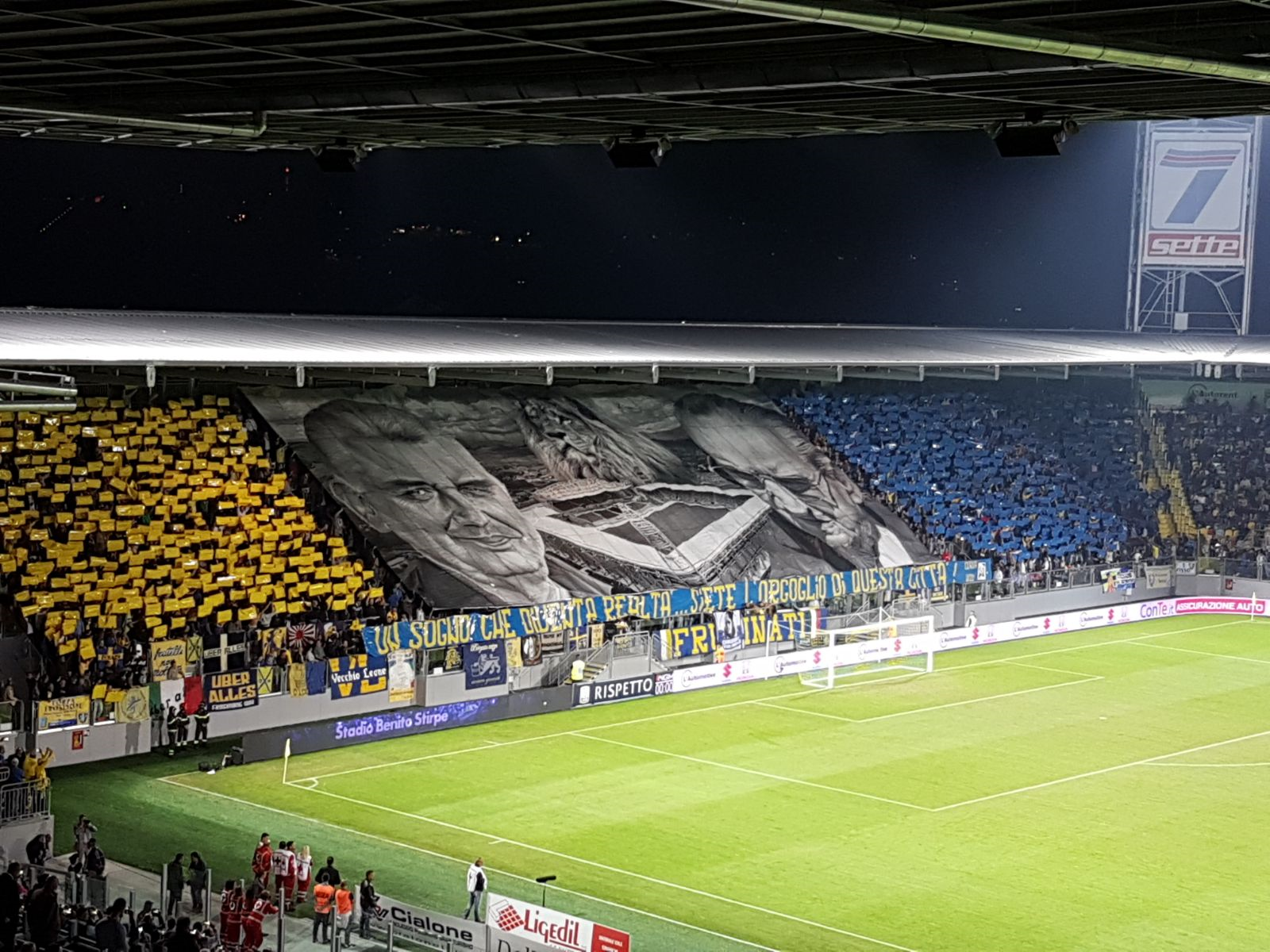
North Stand (Octubre 2017)
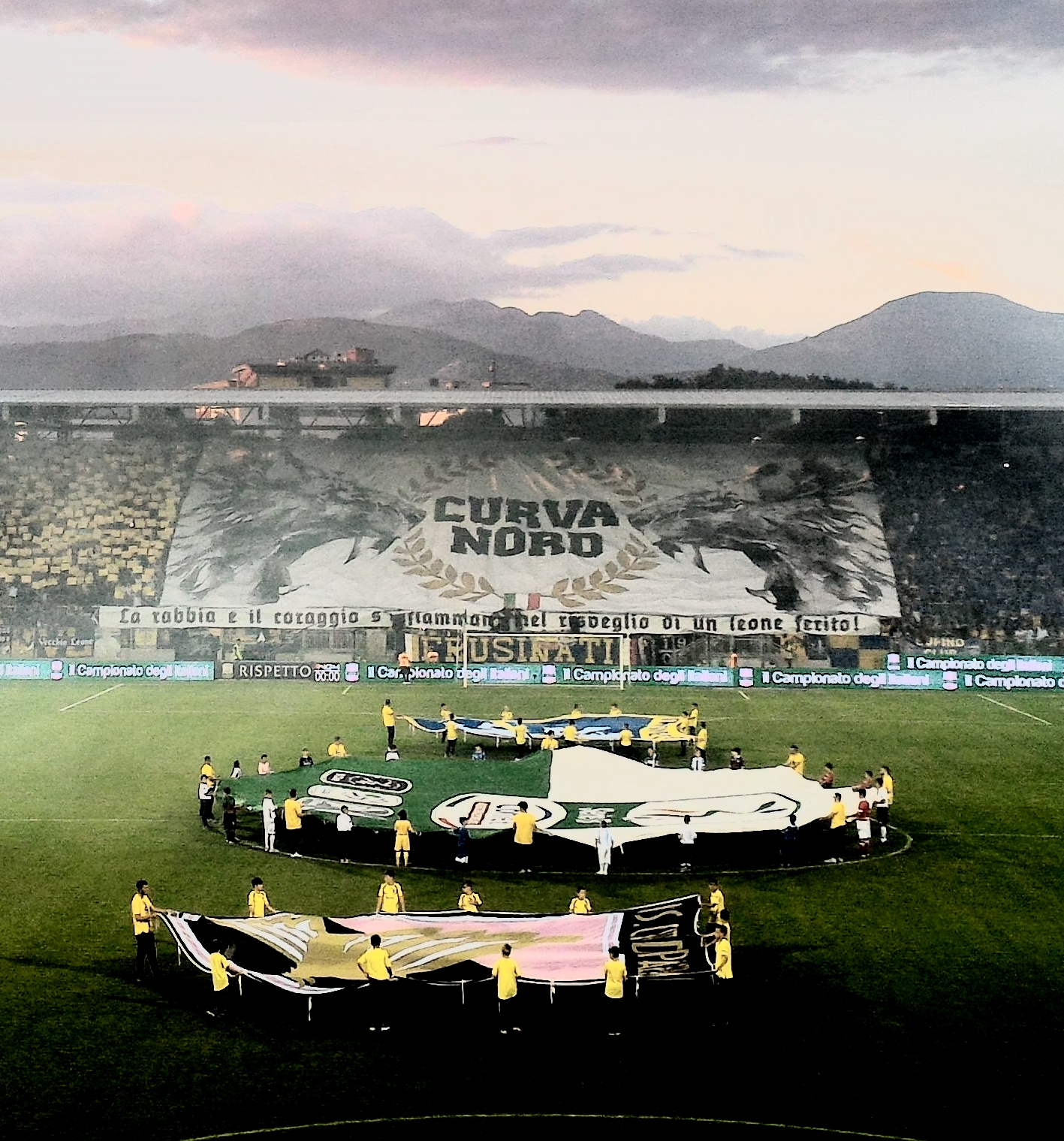
North Stand (Junio 2018)
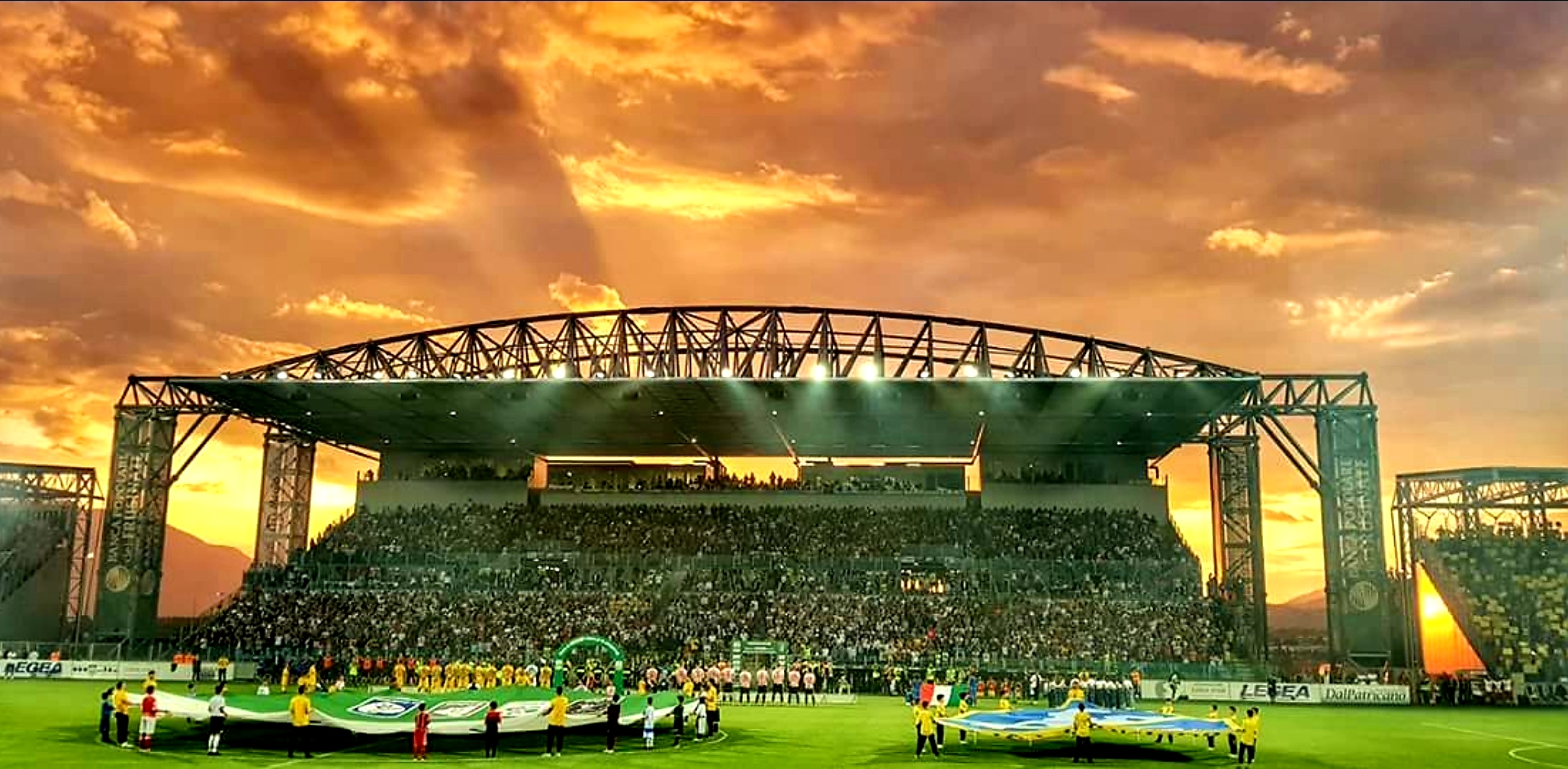
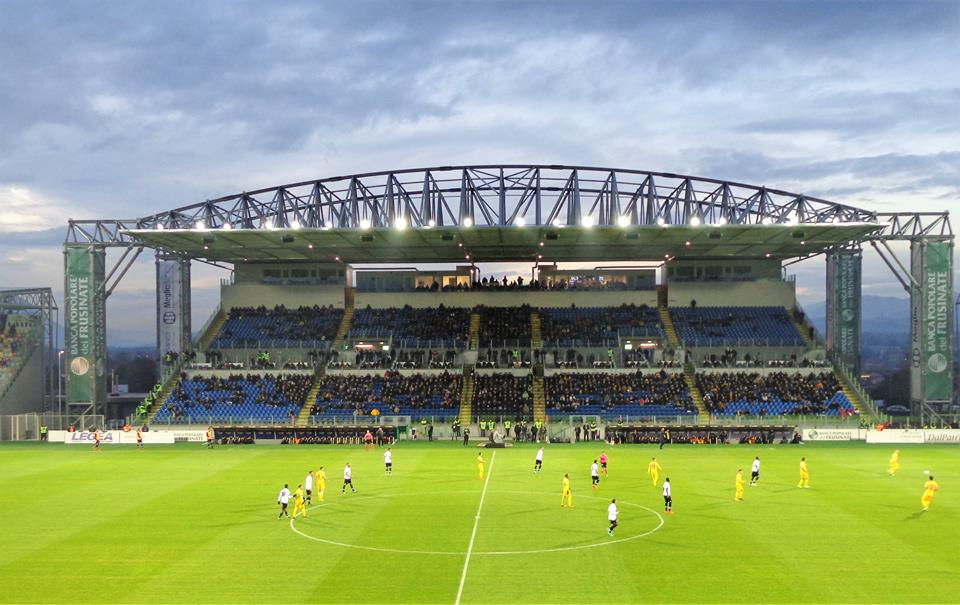
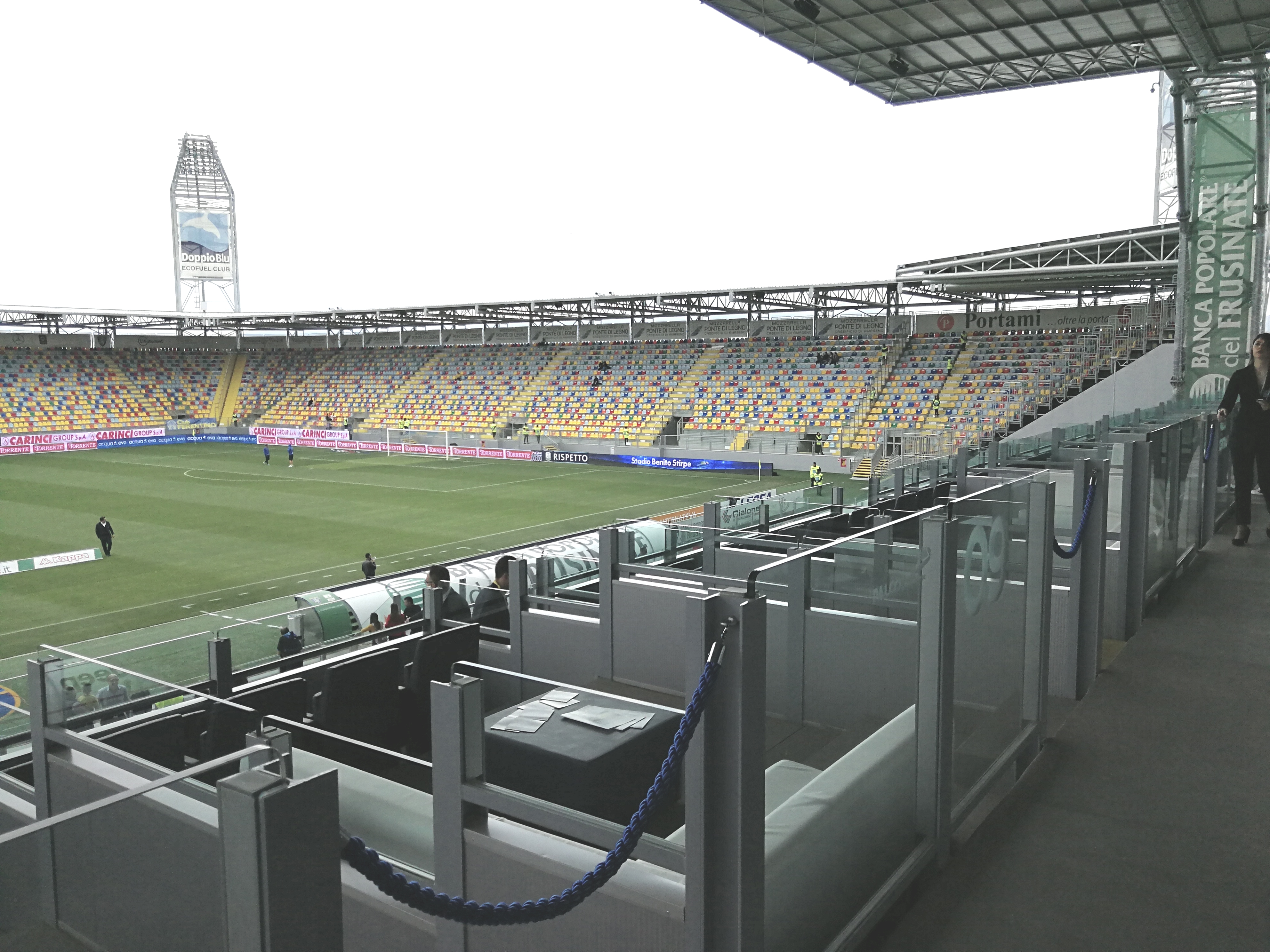